# Daniił Wietrienko
Daniił Rodionowicz Wietrienko, ros. Даниил Родионович Ветренко (ur. 14 grudnia?/26 grudnia 1882 w stanicy Borgustanskaja w obwodzie terskim, zm. 16 marca 1949 r. w Leningradzie) – rosyjski, a następnie ukraiński wojskowy (generał), współpracownik radzieckich służb specjalnych.
Ukończył gimnazjum w Żytomierzu. Następnie studiował prawo na uniwersytecie w Kijowie. W 1907 r. ukończył konstantynowską szkołę artyleryjską. W stopniu podporucznika służył w 15 Brygadzie Artylerii Konnej. Od 1910 r. w stopniu porucznika służył w 8 Dywizjonie Artylerii Konnej. W 1914 r. ukończył nikołajewską akademię sztabu generalnego. Brał udział w I wojnie światowej. W stopniu sztabskapitana służył jako oficer do specjalnych poruczeń w sztabie XXXV Korpusu Armijnego. Od lutego do maja 1917 r. uczestniczył w akademickich kursach czasu wojny. Pod koniec czerwca tego roku w stopniu kapitana pełnił obowiązki starszego adiutanta sztabu, zaś kilka dni później szefa sztabu XXXV Korpusu Armijnego. Od kwietnia 1918 r. służył w armii ukraińskiej Hetmanatu. Pełnił funkcję szefa sztabu 2 Ukraińskiej Dywizji Sierożupannej. Po jej rozformowaniu w poł. maja tego roku pozostawał w dyspozycji ministerstwa wojny. Pod koniec lipca został zastępcą szefa oddziału operacyjnego Głównego Zarządu Sztabu Generalnego. Pod koniec września tego roku został awansowany do stopnia starszyny wojskowego. Następnie formował w Kijowie 53 Wołyński Pułk Piechoty. Nie zakończywszy tych działań, ewakuował się wraz z wojskami niemieckimi do Polski. Na pocz. listopada z kadrą pułku przybył do Pskowa. W składzie Armii Północno-Zachodniej dowodził oddziałem mieszanym w składzie Wołyńskiego i Pskowskiego Pułków Piechoty. W grudniu stanął na czele 3 Dywizji Piechoty. Na pocz. kwietnia 1919 r. awansował na pułkownika, zaś pod koniec lipca tego roku generała majora. Podczas jesiennej ofensywy na Piotrogród dowodzona przez niego dywizja otrzymała rozkaz przerwania nikołajewskiej linii kolejowej w rejonie stacji kolejowej Tosno. Generał D. R. Wietrienko rozkazu tego nie wykonał, co pozwoliło bolszewikom przerzucenie do Piotrogrodu licznych rezerw wojskowych. Po wycofaniu się i rozformowaniu Armii Północno-Zachodniej w Estonii na pocz. 1921 r., wyjechał do Polski. Prawdopodobnie prowadził nielegalną działalność wywiadowczą na rzecz Razwiedupra. W marcu 1927 r. został aresztowany przez Polaków pod zarzutem szpiegostwa na rzecz ZSRR. W 1928 r. przekazano go Sowietom. Do pocz. lat 30. przebywał w więzieniu. Po wypuszczeniu na wolność deportowano go na Syberię. Pracował tam w różnych miejscowościach w sowchozach i lespromchozach. Po zakończeniu II wojny światowej zamieszkał u rodziny w Kraju Krasnojarskim. Od 1948 r. ciężko chory żył w Leningradzie.